# Orisza

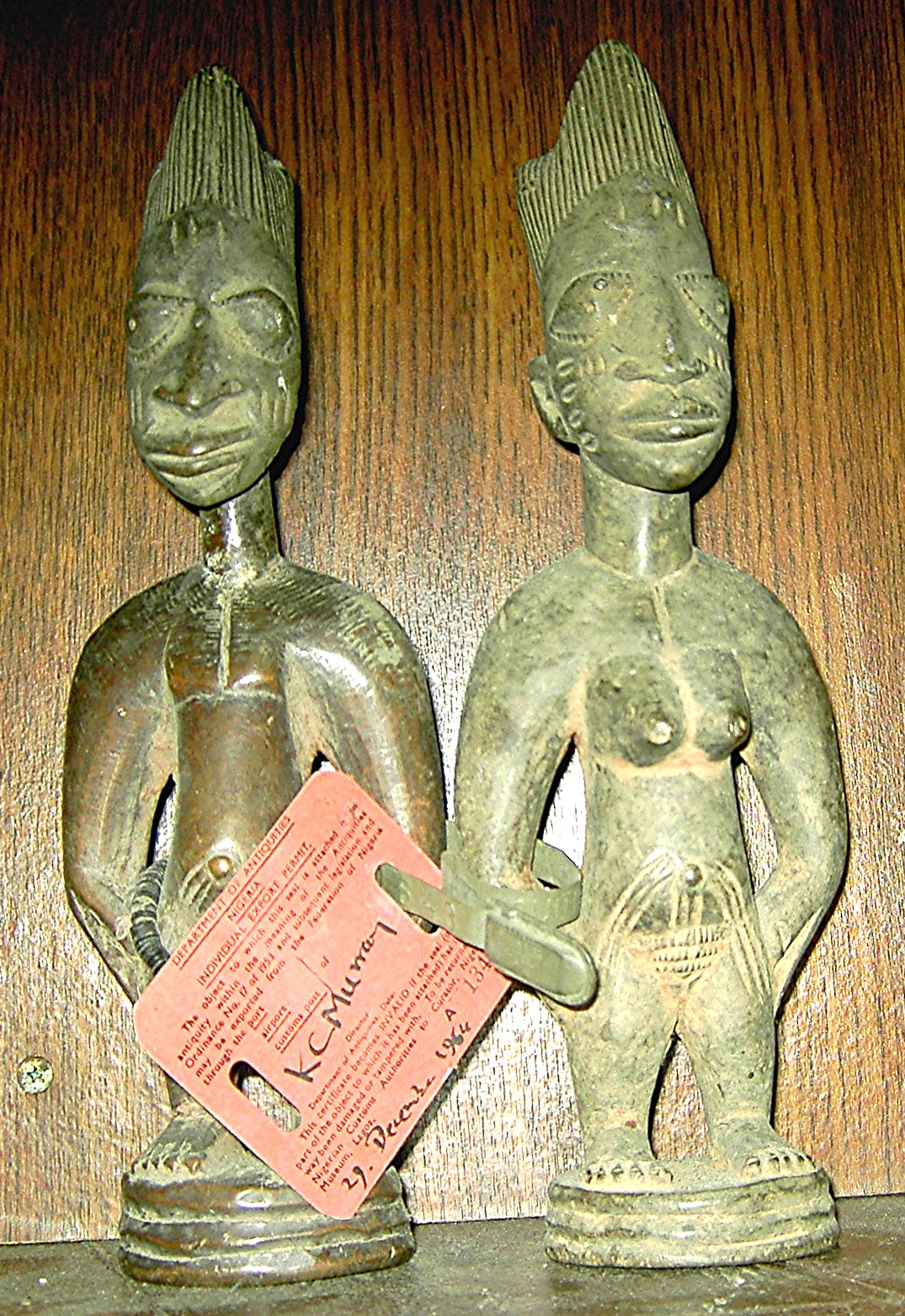
Ibeji

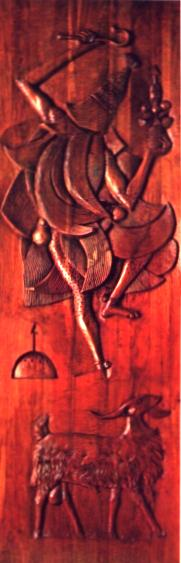
Omolu (Babalú ayé)

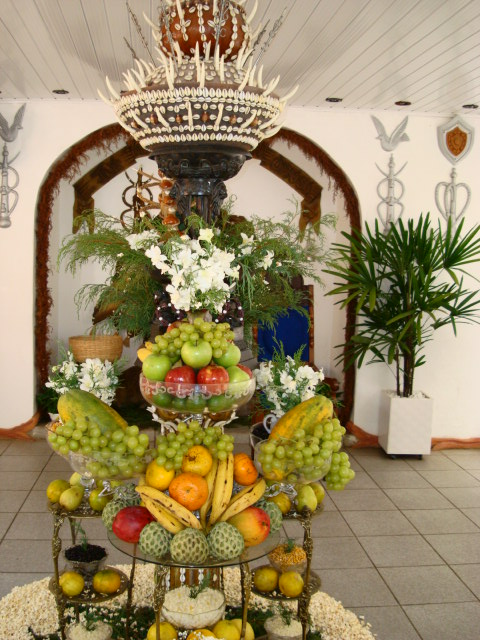
Ofiary dla Obaluaye

Orisza (w języku joruba òrìṣà) – siły natury wyznawane w tradycji Joruby, bezpośrednia manifestacja najwyższego boga, nazywanego Olóòrun (Olódumàrè). Orisza miały powstać z ciała Obatali.

## Historia
Wyznawanie oriszów wywodzi się z wierzeń afrykańskiego ludu Joruba. W okresie handlu niewolnikami kult ten rozprzestrzenił się również na znaczne obszary Ameryki Łacińskiej. Oriszaizm jest bardzo żywy zwłaszcza na Kubie (jako santeria) oraz w Brazylii, w ramach nurtów candomblé i batuque. Występuje także w mniejszym stopniu w innych krajach Ameryki. Wyznawanie oriszów nie wyklucza uczestnictwa w obrzędach innych religii, dlatego też wielu wyznawców uważa się także za katolików, utożsamiając orisza z niektórymi świętymi.

## Panteon Joruba
- Olodumare – najwyższy Bóg
- Olóòrun – manifestacja Olodumare
- Olóòfin – manifestacja Olodumare
- Òrunmílà – orisza zarządzający wyrocznią Ifá
- Ifá – utożsamiany z Duchem Świętym
- Eszu (Elégbá) – pierwszy stworzony òrìsà, orisza dróg i ruchu
- Ògún – orisza wojny, metalu, narzędzi pracy
- Òṣóòsì – orisza polowania i obfitości
- Òṣun – orisza miłości i małżeństwa
- Òṣáàlà – najstarszy z òrìsà, symbolizuje mądrość i zdrowie
- Sàngó – orisza burzy i sprawiedliwości
- Yèmọja – orisza rzeki Yèmọja w Nigerii i morza (w Nowym Świecie)
- Oya – orisza wiatru i zmarłych
- Aganjú – orisza wulkanów
- Odùdúwà – orisza śmierci
- Òlóòkun – orisza morza
- Obà(o)'lú'àiyé – orisza chorób
- Òriṣa Oko – orisza ziemi
- Erinlè – orisza medycyny i wróżbiarstwa
- Yéwà –  orisza czystości niewieściej
- Òbbà – orisza wierności małżeńskiej
- Òsányìn – orisza roślin i przyrody
- Ìbejì – para bliźniąt – orisze szczęścia i pomyślności